# Удивительная история странной любви
«Удивительная история странной любви» (хинди अजब प्रेम की ग़ज़ब कहानी, Ajab Prem Ki Ghazab Kahani) — индийская комедия режиссёра Раджкумара Сантоши, снятая на языке хинди и вышедшая в прокат 6 ноября 2009 года.

## Сюжет
Прем (Ранбир Капур) живёт в Гоа и вполне доволен своей жизнью. Его единственное занятие в жизни — попытаться сделать счастливыми других. Поэтому он с энтузиазмом берётся помочь своему влюблённому другу похитить его девушку из дома. При этом Прем умудряется создать ещё больше проблем. Он знакомится с Дженни (Катрина Каиф), которая вначале не воспринимает его всерьез, но затем начинает испытывать нежные чувства к этому доброму парню. Кроме легкого характера Прем обладает ещё одним милым качеством — волнуясь, он начинает заикаться, так же как и Дженни. Он дарит девушке свою любовь, а это именно то, чего сироте Дженни так не хватает в её приёмной семье. Но мечты Према о взаимности разбиваются, когда Дженни сообщает ему, что любит Рахула (Упен Патель), сына политика Питамбара Джалана (Говинд Намдео).

## Награды и номинации
Filmfare Awards
- Filmfare Award за лучшую мужскую роль по мнению критиков — Ранбир Капур[2]
- номинирован на Filmfare Award за лучшую музыку к фильму — Притам Чакраборти[англ.]
- номинирован на Filmfare Award за лучший мужской закадровый вокал — Атиф Аслам[англ.]
- номинирован на Filmfare Award за лучший женский закадровый вокал — Алиша Чинай[англ.]
- номинирован на Filmfare Award за лучшую мужскую роль — Ранбир Капур[3]